# メトロニア門
メトロニア門（ラテン語: Porta Metronia）は、イタリア ローマの古代ローマ時代の城壁であるアウレリアヌス城壁に設けられた城門である。メトロビア門（Porta Metrovia）やメトロシ門（Porta Metrosi）などと表記されたこともある。
この門は塔を持たず、重要な街道も通らない位置に造られていた。いつ頃のことかは分からないが、少なくとも15世紀までには物理的に閉鎖された。教皇カリストゥス2世が、1122年にローマ市内に流れ込んでいたマラナ川（Marrana）を付け替えてこの門付近を通したことから、その時に門が閉鎖されたと考えられる。近代以降、この場所に道路用の4つの通路が再び開かれ現代に至っている。

## アクセス
- ローマ地下鉄B線 チルコ・マッシモ駅より東南東へ約1.3km
- ローマ地下鉄A線 サン・ジョヴァンニ駅より西南西へ約1.2km